# Brian D. Siewert
Pour les articles homonymes, voir Siewert.
Brian D. Siewert est un compositeur de musiques de séries télévisées.

## Filmographie
- 1956 : As the World Turns (série TV)
- 1964 : Another World (série TV)
- 1994 : Extra (série TV)
- 1997 : Sunset Beach ("Sunset Beach") (série TV)
- 2000 : Street Smarts (série TV)
- 2001 : elimiDATE (série TV)
- 2002 : Celebrity Justice (série TV)
- 2003 : The Sharon Osbourne Show (série TV)